# Maggie O'Neill
 (mai 2018).
Si vous disposez d'ouvrages ou d'articles de référence ou si vous connaissez des sites web de qualité traitant du thème abordé ici, merci de compléter l'article en donnant les références utiles à sa vérifiabilité et en les liant à la section « Notes et références ».
Magaret O'Neill est une actrice britannique née le 15 novembre 1962 dans le Buckinghamshire, en Angleterre,. Elle est principalement connue pour des rôles dans des séries télévisées comme Shameless entre 2006 et 2007 ou EastEnders en 2008. Elle est également apparue dans le film Gorilles dans la brume en 1988.

## Biographie
Margaret O'Neill est la plus jeune d'une fratrie de six frères et sœurs nés de parents enseignants qui les élèvent selon leurs valeurs catholiques. Margaret O'Neill a grandi dans les Midlands, où elle a été éduquée dans une école religieuse.
Après une formation à la Guildhall School of Music and Drama, elle a joué dans le clip Holding Back the Years de Simply Red avant de faire ses débuts sur la scène professionnelle dans Moving Pictures de Stephen Lowe, au West Yorkshire Playhouse (en) de Leeds. En 1986, elle joue dans la production britannique Mona Lisa aux côtés de Bob Hoskins. En 1988, elle fait ses débuts à Hollywood dans le film Gorilles dans la brume. Elle joue également en 1989 les rôles de Keith Barron et d'Annette Crosbie dans la série télévisée Take Me Home.
Margaret O'Neill a joué le rôle du Dr Alex Redman dans la série dramatique médicale Médecins de l'ordinaire. Elle est surtout connue du public pour avoir joué le rôle de Sheila Jackson dans la série Shameless. Margaret O'Neill a également joué le rôle de Suzy Branning dans la série EastEnders.
Margaret O'Neill vit à Londres et aime le yoga et la lecture.

## Filmographie
- 1988 : Gorilles dans la brume : Kim
- 1991 : Inspecteur Morse : Hilary Dobson (épisode Fat Chance)
- 1995 : All Men Are Mortal d'Ate de Jong
- 2003 : Inspecteur Barnaby : Agnes Waterhouse (épisode Les Femmes de paille, s07e6)
- 2004-2007 : Shameless : Sheila Jackson / Sheila Gallagher
- 2007 : Mansfield Park : Mrs. Norris
- 2008 : EastEnders : Suzy
- 2008 : Vie sauvage : Elaine
- 2017 : The Halcyon : Gloria, la mère de la chanteuse Betsey Day